# Gianna Guaita
Giannina Giuseppina Guaita, detta Gianna (Busto Arsizio, 26 aprile 1911 – ...), è stata una ginnasta italiana.

## Biografia
Nata nel 1911 a Busto Arsizio, in provincia di Varese, a 25 anni partecipò ai Giochi olimpici di Berlino 1936, nel concorso a squadre, chiuso al settimo posto con 442.05 punti totali (14.40 alle parallele, 19.45 alla trave e 17.55 al volteggio i suoi punteggi).